# Saison 1 de New York, unité spéciale
Chronologie
Saison 2
Cet article présente la première saison de New York, unité spéciale, ou La Loi et l'Ordre : Crimes sexuels au Québec, (Law and Order: Special Victims Unit) qui est une série télévisée américaine.

## Distribution de la saison

### Acteurs principaux
- Christopher Meloni (VF : Jérôme Rebbot) : inspecteur Elliot Stabler
- Mariska Hargitay (VF : Dominique Dumont) : inspecteur Olivia Benson
- Richard Belzer (VF : Julien Thomast) : inspecteur John Munch
- Dann Florek (VF : Serge Feuillard) : capitaine Don Cragen
- Michelle Hurd (VF : Elisabeth Fargeot) : inspecteur Monique Jeffries (non créditée : épisodes 1 à 13 et 15, créditée : épisodes 14 et 16 à 22)

### Acteurs récurrents

#### Membres de l'Unité Spéciale
- Dean Winters (VF : Lionel Melet) : inspecteur Brian Cassidy (épisodes 1 à 13)
- Leslie Hendrix : médecin-légiste Elizabeth Rodgers (épisodes 1, 2, 4, 6, 9, 11, 13, 15 et 17)
- Lance Reddick : médecin-légiste Taylor (épisodes 16 et 22)

#### Avocats de la défense
- Frank Deal : avocat de la défense Don Newvine (épisodes 6 et 13)
- Rob Bartlett : avocat de la défense Milton Schoenfeld (épisode 10)
- Jenna Stern : avocate de la défense Kathleen Eastman (épisodes 14 et 18)
- Liz Larsen : avocate de la défense Regal (épisode 16)
- Josh Pais : avocat de la défense Robert Sorensen (épisode 20)

#### Juges
- Judy Del Giudice : juge Elizabeth Masullo (épisodes 1 et 4)
- Doris Belack : juge Margaret Barry (épisode 10)
- Leslie Ayvazian : juge Susan Valdera (épisode 14)
- Peter Francis James : juge Kevin Beck (épisodes 14, 19, 20 et 21)
- Harvey Atkin : juge Alan Ridenour (épisodes 14 et 22)
- Leslie Ayvazian : juge Susan Valdera (épisode 14)

#### Procureurs
- Steven Hill : procureur de district Adam Schiff (épisode 15)
- Sam Waterston : procureur de district adjoint Jack McCoy (épisode 15)

#### Substituts du procureur
- Angie Harmon : substitut du procureur Abbie Carmichael (épisodes 1, 2, 6, 10, 11 et 15)
- Jenna Stern : substitut du procureur Kathleen Eastman (épisodes 14 et 18)
- John Benjamin Hickey : substitut du procureur Mark Hickey (épisodes 17 et 21)
- Reiko Aylesworth : substitut du procureur Erica Alden (épisodes 19, 20 et 22)

#### NYPD

##### Police

###### Invités deNew York, police judiciaire
- Chris Orbach : détective Ken Briscoe (épisodes 1, 2, 3, 6, 8, 11, 12, 13, 15, 17 et 19)
- Jerry Orbach : détective Lennie Briscoe (épisodes 3, 4 et 15)
- Jesse L. Martin : détective Ed Green (épisodes 3 et 15)

###### Inspecteurs
- John Driver : commissaire Lyle Morris (épisode 14)
- Deirdre Lovejoy : inspecteur Hernandez (épisode 22)

##### Police scientifique
- Welly Yang : technicien scientifique Georgie (épisodes 2, 16, 17 et 19)
- Kirsten Sans : technicienne scientifique Felicia Young (épisode 22)

#### Psychologue
- Carolyn McCormick : docteur Elizabeth Olivet (épisode 3)
- J.K. Simmons : docteur Emil Skoda (épisode 16)
- Audra McDonald : psychologue Audrey Jackson (épisodes 19 et 22)

#### La Famille Stabler
- Isabel Gillies : Kathy Stabler (épisodes 1, 2, 3, 4, 5, 6, 7 et 18)
- Erin Broderick : Maureen Stabler (épisodes 2, 3, 4, 5, 6, 7 et 18)
- Holiday Segal : Kathleen Stabler (épisodes 2, 3, 4, 5 et 6 et 7)
- Patricia Cook : Elizabeth Stabler (épisodes 2, 3, 4, 5, 6, 7 et 21)
- Jeffrey Scaperrotta : Dickie Stabler (épisodes 2, 3, 4, 5, 6, 7 et 21)

## Production
La saison comporte 22 épisodes, elle est diffusée du 20 septembre 1999 au 19 mai 2000 sur NBC.
En France, la série est diffusée du 17 septembre 2000 au 7 juillet 2002, elle est diffusée à intervalle irrégulier le mardi soir vers 23h.
C'est le premier spin-off de Law and Order, la série mère de la franchise diffusée depuis 1990. 
Dann Florek, reprend son rôle du capitaine Don Cragen, personnage principal de la série mère; tandis que Richard Belzer reprend son rôle de John Munch, qu'il interprétait déjà dans une autre série, Homicide.

## Liste des épisodes

### Épisode 1:La Loi du Talion
- États-Unis /  Canada : 20 septembre 1999 sur NBC / CTV
- France : 6 mars 2001 sur TF1

- États-Unis : 14,10 millions de téléspectateurs

- Elizabeth Ashley : Serena Benson
- Mili Avital : Marta Stevens
- Tina Benko : Mrs. Panachek
- Daniel Bess : le policier
- Jeremy Bergman : Nicholas Stevens
- P.J. Brown : CSU Frank Bremmer
- Angela Bullock : la procureure
- Rebecca Creskoff : Becky
- Bill Driscoll :  Mr. Kloster
- Ned Eisenberg : Jerry Kleinert
- Ramsey Faragallah : le chauffeur de taxi
- Ronald Guttman : le propriétaire de la galerie
- Sevanne Martin : Ileana Jashari
- Mark Nelson : Robert Stevens
- Vivian Nesbitt : Farley
- Gordana Rashovich : Anya Rugova
- Matt Skollar : Victor Spicer
- Irma St. Paule : tante Jashari
- Mark Zimmerman : Mr. Dupree

### Épisode 2:Adieu la vie
- États-Unis /  Canada : 27 septembre 1999 sur NBC / CTV
- France : 6 mars 2001 sur TF1

- Matthew Arkin : avocat Daniels
- Lou Bonacki : un policier
- Dennis Boutsikaris : Dr Mark Daniels
- Liam Craig :  Hawkins
- John Elsen : un policier
- Michael Gaston : Buddy
- Paul Hecht : Robert Sidarsky
- Randy Lutterman : le voisin
- Leslie Lyles : Dr. Chatman
- Douglas McInnis : Trent Peterson
- Walt McPherson : détective Mourad
- Michael Nouri : Dallas Warner
- Laila Robins : Ellen Travis
- Keenan Shimizu : l'épicier
- Virginia Louise Smith : Page

### Épisode 3:Meurtre sur papier glacé
- États-Unis /  Canada : 4 octobre 1999 sur NBC / CTV
- France : 13 mars 2001 sur TF1

- Ritchie Coster : Carlo Parisi
- Catherine Dent : Deborah Latrell
- Saidah Arrika Ekulona : Dr. Lakhmajara
- Rafael Ferrer : Mooney
- Gary Howard Klar : lieutenant Joey Poole
- Michael Mastro : agent médical
- Nancy McDoniel : Nurse
- Bebe Neuwirth : Nina Laszlo
- Lianna Pai : substitut du procureur
- Carl Palmer : EMT
- Rica Martens :  Mrs. Johnson
- Peter Marx : Tom Burgess
- Laura Poe : Sue Burgess
- Frank Senger : Pampas
- Felix Solis : Nick
- Todd Stashwick : Ricky Blaine
- Elizabeth Van Dyke : avocate Harris
- Ray Virta : Schecter
- Lawrence Woshner : Dr. Sullivan
- Damian Young : Hampton Trill

### Épisode 4:Hystérie
- États-Unis /  Canada : 11 octobre 1999 sur NBC / CTV
- France : 17 septembre 2000 sur TF1

- États-Unis : 13,72 millions de téléspectateurs

- Nashom Benjamin : Chick
- Brad Beyer : Dennis Caufield
- Garrett M. Brown : officier Peter Ridley
- James Coyle : technicien scientifique
- Bridgit Antoinette Evans : Tawana
- Tom Gerard : Fredo Valenti
- Katy Grenfell : B.J.
- Delphi Harrington : Evelyn Caulfield
- Shantell Herndon : Angel
- Sondra James (en) : Agnes Rosen
- Page Johnson : Harry Rosen
- Anne Kanengeiser : Court Reporter
- Selenis Leyva : Lorinda Gutierrez
- Joe Lisi : officier Sal D'Angelo
- Irene Mazeski : Candy
- Dana Lynn Mauro : Maria
- Redman Maxfield : Charles Caulfield
- David Newer : avocat de la défense
- Kimberly Reddrick : Tracy Henderson
- Gloria Sauvé : Jacelyn Myers
- Dan Snook : Bill Griswold
- Lisa Summerour : Mrs. Henderson
- Lisa Tharps : substitut du procureur
- Scott Weston : Lola
- Susan Willis : Mrs. Overton
- Welly Yang : assistant du médecin-légiste

### Épisode 5:Espoirs foudroyés
- États-Unis /  Canada : 18 octobre 1999 sur NBC / CTV
- France : 1er octobre 2000 sur TF1

- Bruce Barney : Richard Schiller
- John Thrall Bush : le touriste
- Lynn Collins : Virgina Hayes
- John Dossett : Scott Dayton
- Annie Hubbard : Allison LoGreco
- Liza Lapira : la serveuse
- Michael David Mantell : Jim Delmonico
- Kamal Marayati : Patel
- Patricia Richardson : Annabel Hayes
- Henry Strozier : Jon Freeman
- Roxanne Raja : la policière
- Marisa Redanty : Dr. Ramsdale
- William Westenberg : Ed Sostek

### Épisode 6:Crime sur le campus
- États-Unis /  Canada : 25 octobre 1999 sur NBC / CTV
- France : 8 octobre 2000 sur TF1

- États-Unis : 12,48 millions de téléspectateurs

- Carla Bianchi : Mrs. Dunbar
- Lothaire Bluteau : professeur James Henri Rousseau
- Christopher Carley : Adam
- Barbara Caruso : Dr. Sara Goodnall
- John Elsen : officier Weatherbee
- Michael Hobbs : Mr. Gallagher
- Julian Gamble : avocat de la défense Vargas
- Teri Lamm : Becky Underwood
- Claire Lautier : Shelley Brown
- George Martin : Père Abbot McCourt
- Bill Mitchell : juge John Beale
- Novella Nelson : Mrs. Mosley
- Tom O'Rourke : Anthony Schlasser
- Al Sharpton : lui-même
- Sean Squire : Chuck Mosley
- Lauren Stamile : Sarah
- Rose Stockton : Mrs. Gallagher
- Kohl Sudduth (en) : Riley Couger

### Épisode 7:Un coupable encombrant
- États-Unis /  Canada : 15 novembre 1999 sur NBC / CTV
- France : 1er mai 2001 sur TF1

- Terry L. Beaver : Morris Klein
- Stephen Bogardus : Bill Taylor Turbit
- James Coyle : l'assistant du technicien scientifique
- Caren Browning : Linda Davies
- Torquil Campbell : Christopher James
- Dominick Charles Carbone : le second garçon dans le parc
- Jerry Careccio : le premier garçon dans le parc
- Randy Danson : Dr. Greenblatt
- Camilla Enders : l'enseignante
- Elaine Formicola : Mrs. James
- Jonathan Fried : le père en colère
- Adam Grupper : Dr. Malloy
- Jessica Hecht : avocate Kreutzer
- Ellen Horst : la mère de la petite fille scout
- Mike Hodge (en) : capitaine Lloral
- David Jung : un technicien scientifique
- Ian Reed Kesler : Jimmy G.
- Austin Lysy : Mike D.
- Bill Mitchell : juge Connelly
- Steve Ryan : Hank le barman
- Ryan Shively : le policier
- Myk Watford : Terry Davies
- Joanna Wolff : la petite fille scout

### Épisode 8:Meurtre dans un jardin
- États-Unis /  Canada : 22 novembre 1999 sur NBC / CTV
- France : 22 octobre 2000 sur TF1

- Charles Brown : Mr. Krim
- Don Creech : Atkins
- Nat DeWolf : Mr. Cummings
- Adrienne Dreiss : Louise Billings
- Santi Formosa : le garçon aux fleurs
- Dominic Fumusa : détective Lopez
- Bruno Gioiello : Kenneth Maggio
- Mark Alan Gordon : détective Carlyle
- Jack Hallett : Barlow
- Bruce Kirkpatrick : Richard White
- Ben Lin : Mr. Tong
- Allison Mackie : Kimberley Phillips
- Barbara McCulloh : Mills
- Michael Phelan : le petit garçon
- Linda Powell : Armstrong
- Joel Rooks : le grand-père
- Steve Routman : Harold Levin
- Sandra Shipley : Lila White
- Lorca Simons : Joan Simon

### Épisode 9:Menottes et bas résille
- États-Unis /  Canada : 29 novembre 1999 sur NBC / CTV
- France : 25 juillet 2001 sur TF1

- Sean Arbuckle : le médecin-légiste
- Lourdes Benedicto : Angela Torres / Sho Ling-Fu
- P.J. Brown : Elijah
- Jeannine Comeau : la préposée
- Francesca Faridany : Amy Tanner
- V. Craig Heidenreich : Frederick Tucker
- David S. Jung : Tsumuru
- Nina Landey : Doreet
- Danny Maseng : Shaked
- Christopher McCann : David Kelp
- Geoffrey Nauffts : Frank Martin
- Monica Steuer : Anna Faust
- Maria Tucci : Anna Briggs
- Gordon Joseph Weiss : David McKuin
- Sarah Zhang : Debbie Minh

### Épisode 10:Un assassin dans la nuit (1/2)
- États-Unis /  Canada : 7 janvier 2000 sur NBC / CTV
- France : 29 octobre 2000 sur TF1

- Roger Bart : Benjy Dowe
- Olivia Birkelund : Jane Tyler
- Liam Craig : Jeff McClintock
- Harriett D. Foy : l'infirmière des admissions
- Ross Gibby : le docteur des urgences
- Michael H. Ingram : Super
- Michael Kell : Sam Lardner
- Keskhemnu : détective Halligan
- Neil Maffin : Kenneth Cleary
- Evry O'Rourke : Meredith Cleary
- Tracy Pollan : Harper Anderson
- Terry Serpico : Ron Johnson
- Mary Sharmat : la vieille femme

### Épisode 11:Le Crime dans le sang
- États-Unis /  Canada : 14 janvier 2000 sur NBC / CTV
- France : 19 novembre 2000 sur TF1

- Stephen Barker Turner : Steven Hale
- Stephen Beach : Ray Gunther
- Leonid Citer : Andre Lasnik
- Michael Early : Gerald
- Joe Jamrog : détective Pete
- Ken Land : Bob
- Jerry Lanning : William Langdon
- Anthony Mangano : Mancini
- Irene Mazeski : Cindy
- James McCaffrey : Jesse Hansen
- Peter Rini : officier Joe Bandolini
- Scott Robertson : Attorney Shore
- Amy Ryan : Lorraine Hansen
- Alex Sullivan : Mikey
- Zoe Yeoman : technicienne scientifique

### Épisode 12:Supplice et châtiments
- États-Unis /  Canada : 21 janvier 2000 sur NBC / CTV
- France : 8 mai 2001 sur TF1

- États-Unis : 14,30 millions de téléspectateurs[1] (première diffusion)

- Guy Ale : le cousin russe
- Russ Anderson : Charlie Poe
- Michael Aronov : Igor
- Vitali Baganov : le barman
- Dmitry Gliot : le mafioso
- Russell B. Hunton : Andrew Harlin
- Raymond Michael Karl : un policiier
- Olek Krupa : Alexander Strizhov
- Chuck Lewkowicz : le portier
- Christian Lincoln : Adam Harlin
- Zhana Londoner : Sonya Pietrovicz
- Spiro Malas : l'homme d'affaires russe
- Allison Munn : Emily Harlin
- Deborah Rush : Christina Harlin
- Maria Rybchevsky : Natasha
- Melissa Sagemiller : Becky Sorenson
- Jonathan Sharp : Bull Dozer
- Nadine Stenovitch : Katya Ivanova
- Portia Thomas : la réceptionniste

### Épisode 13:Circonstances atténuantes
- États-Unis /  Canada : 4 février 2000 sur NBC / CTV
- France : 26 novembre 2000 sur TF1

- Echo Allen : LaVonne
- Kelly DeMartino : Junkie
- Angie Everhart : Emily Waterbury
- Judy Frank : Winnie Varella
- Ken Garito : Uni #1
- Jack Gwaltney : Roger Silver
- Linda Halaska : la secrétaire du juge Warren Varella
- Bill Marcus : procureur général de l’État Marcus
- Pammy Martin : Jillian Silver
- Kathryn Meisle : Gina Silver
- David Mucci : le sergent
- Brenda Pressley : Carole Pinto
- Otto Sanchez : Delfino Melendez
- Charles Tuthill : Peter Tyler
- Lanette Ware : Sheena Reid

### Épisode 14:La Dernière chance
- États-Unis /  Canada : 11 février 2000 sur NBC / CTV
- France : 3 décembre 2000 sur TF1

- Jenny Bacon : Jennifer Neal
- Tom Bloom : Andrew Garrick
- Sam Freed : détective privé
- Judith Hawking : Victoria Kraft
- Nicholas J. Giangiulio :  Tony
- Margaret Goodman : la vieille femme quaker
- Kate Hampton : la jeune quaker
- Gustave Johnson : Max
- Seana Kofoed : Lois Creen
- John Doman : Dan Lattimer
- Michael Marisi Ornstein : Harvey Denis
- Paul Reggio : Roy
- Francesca Rizzo : Ruby Mazzanti
- Isiah Whitlock Jr. : Capitaine de la division des vols qualifiés

### Épisode 15:Libération sur parole (1/2)
- États-Unis /  Canada : 18 février 2000 sur NBC / CTV
- France : 15 octobre 2000 sur TF1

- Betsy Aidem : Pauline Brecker
- Jane Alexander : Regina Mulroney
- Mike Alpert : Gus Iacone
- Anthony Barrile : technicien du laboratoire
- Jim Barry : Reporter #2
- Noelle Beck : Stephanie Mulroney
- Samantha Buck : la serveuse
- Dara Brown : la fille arrogante
- Michael Cavalier : voisin #1
- Diane Cossa : voisin #2
- Sean Cullen : Arthur Pruitt
- Jesse Doran : l'aide du commissaire
- Steve Harris : un patrouilleur
- Sophie Hayden : Dr. Winters
- Dennis Higgins : Bailiff
- Bill Hoag : Barry Rhinehart
- Amy Hohn : Delia Woodruff
- Nahanni Johnstone : Helen Katisch
- Patrick F. Kline : le type arrogant
- Allison Krizner : Julie Templeton
- Jordan Lage : Alfred
- Randy Lewis : technicien CSU
- Chris Lindsay-Abaire : Moira Shannon
- Gregory Northrop : détective CSU
- Nick Muglia : Eddie
- Joe Pentangelo : Sammy
- Drew Richardson : Reporter #1
- Thomas Schall : le docteur
- Katy Selverstone : Emily Shore
- Josef Sommer : Patrick Rumsey
- David Toney : le manager de l'immeuble
- Patrick Tovatt : juge Barry Abrams

Cet épisode est un cross-over, l'histoire se termine dans l'épisode 14 de la saison 10 de New York, police judiciaire : Une famille intouchable.

### Épisode 16:Le Troisième suspect
- États-Unis /  Canada : 25 février 2000 sur NBC / CTV
- France : 8 mai 2001 sur TF1

- David Adkins : PD Trax
- Madison Arnold : le propriétaire
- Francine Beers : Francis Reiner
- Katherine Borowitz : substitut du procureur Fahey
- P.J. Brown : Corelli
- Eugene Byrd : Carlos Medina
- Teddy Coluca : le propriétaire
- Cynthia Darlow : la serveuse
- Charlie Fersko : PD David Vento
- Patrick Garner : Patient #1
- Rick Gonzalez : Alfonso Cardenas
- Vincent Guastaferro : Stan Bosick
- Michelle Hurst : Gloria Milton
- Randy Lewis : un technicien
- Diego López : Emmanuel Clemente
- Philip McAdoo : Patient #2
- William C. Mitchell : le juge
- Denis O'Hare : Jimmy Walp
- Natalia Ortiz : Sonia Medina
- John Rafael Peralta : Hiphop
- Peggy Pope : Sylvia Walp
- Jose Rabelo : l'homme hispanique
- Stu "Large" Riley : Johnny Schmidt

### Épisode 17:Crime passionnel
- États-Unis /  Canada : 31 mars 2000 sur NBC / CTV
- France : 12 novembre 2000 sur TF1

- Patrick Boll : le manager du room service
- Norbert Leo Butz : John Fenwick
- Kelly Deadmon : Lana Hoffman
- Bo Foxworth : Ben Hadley Jr.
- Robert Foxworth : Dr Benjamin Hadley
- Michael James Gannon : le barman
- Harry Goz : le manager de la sécurité de l'hôtel
- Rich Hebert : le détective cambrioleur
- Tom Lacy : le professeur
- Matthew Lawler : l'avocat de Povill
- Iraida Polanco : la femme de ménage
- Linda Powell : technicienne scientifique Brice
- Al Thompson : Tony
- Richard Thompson : Brad Weber
- Anne Twomey (en) : Sharon Hadley
- Kirby Ward : l'avocat de Brad Weber
- Jim Weston : l'avocat du docteur Weedman
- Christopher Wells : l'avocat de Ben Weedman

### Épisode 18:Meurtre sur Internet
- États-Unis /  Canada : 14 avril 2000 sur NBC / CTV
- France : 15 mai 2001 sur TF1

- Joanne Bayes : Betty
- Jeffrey Bean : Wallis
- Angela Bullock : avocate Hammond
- Reed Birney : Harry Waters
- Paz de la Huerta : Karen Raye
- Wally Dunn : Michael Marolo
- Ray Fitzgerald : agent du FBI Schreck
- Rita Gardner : Doris Harrington
- John C. Havens : Johnstone
- Siobhan Fallon Hogan : Melissa Raye
- Adam LeFevre : le principal
- Mark Matkevich : Keith Vaneshun
- Ellen Muth : Elaine Harrington
- Ben Shenkman : Max Knaack
- Mark Zeisler : McClintock

### Épisode 19:L'Enfant du métro
- États-Unis /  Canada : 28 avril 2000 sur NBC / CTV
- France : 7 juillet 2002 sur TF1

- États-Unis : 12,84 millions de téléspectateurs[2] (première diffusion)

- Peter Appel : inspecteur Greenberg
- Bruce Birns : l'avocat de Bruce
- Bruce Bohne : Bruce Abbott
- Michael Broughton : Mr. Dewell
- Christina Campanella : la serveuse
- Ron Castellano : le lutteur
- Kim Cea : la femme en colère
- Rosalyn Coleman : le vendeur de fleurs
- Angel David : le policier en uniforme
- Danielle Fredatte : Kelli
- Leonora Gershman : Sidra Lonstein
- Sylvia Kauders : Mare
- Richard Litt : Super
- John Littlefield : CPA Schreiber
- Kamal Marayati : Ahmal
- Tom McCarthy : Nick Ganzner
- Audra McDonald : Audrey Jackson
- Gerard O'Brien : le docteur aux urgences
- Tricia Paoluccio : l'avocate de Sal
- Michelle Parylak : la fille en rose
- Dina Pearlman : Lisa Scopes
- Nicole Sullivan : Jen Caulder
- Tracey Toomey : Sporty Spice
- Sal Viscuso : Sal Avelino
- Wendy Walker : Mascara
- Ellen Whyte : la signeuse

### Épisode 20:Le Complice imaginaire
- États-Unis /  Canada : 6 mai 2000 sur NBC / CTV
- France : 24 septembre 2000 sur TF1

- Jayce Bartok : P.K.
- Sandra Daley : Rosa Farris
- Jennifer Esposito : Sarah Logan
- Jason Field : Mark Krieger
- Chris Fischer : le pompier
- Patrick Fitzgerald : Tommy McConaugh
- Juan Carlos Hernández : la source en prison
- Kristen Lee Kelly : le rendez-vous galant de Krieger
- Richard V. Licata : le barman
- Michael Medico : l'ambulancier
- Richard Petrocelli : Buck
- Christa Scott-Reed : le producteur
- Daniel Sunjata : un démineur
- Christopher Evan Welch : William Lexner

### Épisode 21:Au bout de l'horreur
- États-Unis /  Canada : 12 mai 2000 sur NBC / CTV
- France : 15 mai 2001 sur TF1

- États-Unis : 13,70 millions de téléspectateurs[2] (première diffusion)

- Tanya Alexander : la mère célibataire
- Bruce Birns : l'avocat
- Kent Broadhurst : Lawrence Holt
- Julian Caiazzo : Evan, 8 ans
- Alex Draper : Larry Holt Jr.
- Joseph Edward : le père de Jonathan
- Greg Esposito : Ricky
- Tibor Feldman : avocat de la défense Oslow
- Brian Guzman : Taylor Campbell
- Wilson Jermaine Heredia : Evan
- Robert Jason Jackson : l'épicier
- Marc John Jefferies : Jonathan
- Steven Lee Merkel : le greffier
- Anton Nadler : Evan, 15 ans
- Jerry D. O'Donnell : officier Tulia
- Dennis Paladino : le propriétaire du magasin de location
- Carole Shelley : juge Pamela Mizener
- Nancy Ticotin : la mère d'Evan
- Barbara Tirrell : juge Rothman

### Épisode 22:Un psy chez les flics
- États-Unis /  Canada : 19 mai 2000 sur NBC / CTV
- France : 10 décembre 2000 sur TF1

- Layla Alexander : Ilena Codrescu
- Kelly Bishop : la greffière
- Leith M. Burke : l'aide-soignant
- Robert Carroll : le vendeur de ballons
- Mark H. Dold : l'agent des réservations
- Susan Floyd : Mrs. Morrow
- Evelyn Furtak : la directrice des admissions NYU
- Peter Giles : Peter Haver
- Dyanne Iandoli : Tamara Morrow
- Michael Kelly : l'auxiliaire vétérinaire Barry
- Albert Makhstier : Mircha Gabrea
- Andrew McCarthy : Randolph Morrow
- Natacha Roi : Lindsay Haver
- Mary Lou Rosato : Constanta Codrescu
- Lynn Sellers : Louise
- Sharon Washington (de) : Dr. Benedict
- Craig Wroe : avocat Terrance